# 가브리엘라 윌렘스
가브리엘라 윌렘스(프랑스어: Gabriella Willems, 1997년 7월 1일~)는 벨기에의 유도 선수이다. 2024년 하계 올림픽 여자 미들급 동메달을 획득했다.

## 어린 시절
윌렘스는 1997년 벨기에 리에주에서 태어났다. 아버지는 파트리크는 이탈리아 베네치아 출신으로 벨기에의 탄광에서 일하기 위해 이민을 왔다. 어머니 나탈리는 벨기에인이다. 교육을 위해 베르비에로 이주한 그녀는 유도, 체조, 수영, 가라테, 스포츠댄스를 배웠으며 최종적으로 유도 선수가 되기 위해 유도를 택했다. 6세 때인 2003년 디종을 연고로 하는 유도 클럽인 JC 앙드리몽 유스팀에 입단했다. 이후에도 윌렘스는 벨기에 국내 대회에 JC 앙드리몽 소속으로 활동했다.

## 경력
벨기에 연령별 선수권 대회에서 입상했으며 2016년 벨기에 국가대표로 발탁되었다. 그 해 3월 스위스 우스터에서 열린 유러피언컵 대회에 참가하여 국가대표 데뷔전을 가졌다. 그녀는 해당 대회에서 우승을 차지했다.
2017년 10월에는 크로아티아 자그레브에서 열린 세계 주니어 선수권 대회에 참가하여 동메달을 획득했다. 이듬해인 2018년 10월 멕시코 캉쿤에서 열린 그랑프리 대회에서 오스트리아의 미하엘라 폴레레스의 뒤를 이어 은메달을 획득했고 11월에 네덜란드 헤이그에서 열린 그랑프리 대회에서 동메달을 획득했다.
2020년 2월에는 독일 뒤셀도르프에서 열린 그랜드 슬램 대회에서 일본의 아라이 지즈루의 뒤를 이어 은메달을 획득했고 2021년 3월 조지아 트빌리시에서 열린 그랑프리 대회에서 동메달을 획득했다. 같은 해 4월 튀르키에 안탈리아에서 열린 그랜드 슬램 대회에서 크로아티아의 바르바라 마티치와 경기 중 오른쪽 무릎 십자인대가 끊어져 2020년 하계 올림픽 참가가 무산되었다.